# From Sarah with Love
From Sarah with Love ist ein Popsong, den Kay Denar und Rob Tyger geschrieben haben. Interpretiert wurde der Nummer-eins-Hit von der deutschen Popsängerin Sarah Connor auf ihrem Debütalbum Green Eyed Soul.

## Inhalt
From Sarah with Love ist ein Liebeslied. Die Sängerin teilt im Lied mit, dass sie einen Mann, der ihr nach vielen Jahren Freundschaft seine Liebe gestanden hat, abgewiesen hat. Daher suchte er sich eine neue Freundin. Später, als er weit weg gezogen ist, entdeckt sie, dass sie ihn doch liebt, und schreibt ihm einen Brief, in dem sie ihre Liebe mitteilt und hofft, dass es noch nicht zu spät dafür ist.

## Hintergrund
Das Musikvideo wurde von DoRo Produktion im Ostbahnhof von Budapest gedreht.
Connors Liveauftritt mit dem Lied From Sarah with Love in der Sendung Wetten, dass..? im Januar 2002 geriet wegen ihres freizügigen durchsichtigen Kleides zu einem Skandal. Connor ließ im Jahr 2006 ihre erste Goldene Schallplatte, die sie für From Sarah with Love erhielt, zugunsten des Treuhandkontos der Stadt Delmenhorst versteigern, die damit ein Hotel ankaufen wollte, um zu verhindern, dass es in das Eigentum der rechtsextremen Wilhelm-Tietjen-Stiftung für Fertilisation geriet. Durch das Engagement ihrer Bürger gelang es der Stadt, das Hotel selbst zu erwerben. Es wurde jedoch im März 2009 abgerissen.

## Titelliste der Single
Maxi-Single
1. From Sarah with Love (Radio-Version) (4:12)
2. From Sarah with Love (Kayrob Dance-Mix) (4:02)
3. Man of My Dreams (3:11)

2-Track-Single
1. From Sarah with Love (Radio-Version) (4:12)
2. From Sarah with Love (Kayrob Dance-Mix) (4:02)

## Rezeption

### Kritik
laut.de kritisiert: „Zwar erinnert die aktuelle Single "From Sarah with Love" stark an Toni Braxtons "Unbreak My Heart", jedoch macht diese überaus schöne Soul-Ballade deutlich, welch gesangliches Potential in Sarah Connor steckt.“

### Charts und Chartplatzierungen
From Sarah with Love erreichte in Deutschland die Chartspitze der Singlecharts und platzierte sich drei Wochen an ebendieser sowie zehn Wochen in den Top 10 und 20 Wochen in den Top 100. Darüber hinaus platzierte sich das Lied ebenfalls für sechs Wochen an der Chartspitze der deutschen Airplaycharts. In Österreich erreichte die Single mit Rang zwei seine höchste Chartnotierung und platzierte sich 13 Wochen in den Top 10 und 22 Wochen in den Charts. In der Schweizer Hitparade erreichte From Sarah with Love ebenfalls die Chartspitze und platzierte sich dort für eine Woche sowie 15 Wochen in den Top 10 und 36 Wochen in der Hitparade. Darüber hinaus erreichte die Single die Chartspitze in Portugal.
2001 platzierte sich From Sarah with Love auf Rang 23 der deutschen Single-Jahrescharts sowie auf Rang 32 in Österreich und Rang 58 in der Schweiz. 2002 platzierte sich das Lied ebenfalls auf Rang 23 der deutschen Single-Jahrescharts sowie jeweils auf Rang acht in Österreich und der Schweiz. In allen D-A-CH-Staaten erreichte Connor hiermit nach Let’s Get Back to Bed – Boy! und French Kissing zum dritten Mal die Singlecharts. In allen drei Ländern ist es nach Let’s Get Back to Bed – Boy! ihr zweiter Top-10-Erfolg. In Deutschland und der Schweiz ist es ihr erster Nummer-eins-Hit.
| ChartsChartplatzierungen | Höchstplatzierung | Wochen |
| ------------------------ | ----------------- | ------ |
| Deutschland (GfK)        | 1 (20 Wo.)        | 20     |
| Österreich (Ö3)          | 2 (22 Wo.)        | 22     |
| Schweiz (IFPI)           | 1 (36 Wo.)        | 36     |

| ChartsJahrescharts (2001) | Platzierung |
| ------------------------- | ----------- |
| Deutschland (GfK)         | 23          |
| Österreich (Ö3)           | 32          |
| Schweiz (IFPI)            | 58          |

| ChartsJahrescharts (2002) | Platzierung |
| ------------------------- | ----------- |
| Deutschland (GfK)         | 23          |
| Österreich (Ö3)           | 8           |
| Schweiz (IFPI)            | 8           |

### Auszeichnungen für Musikverkäufe
| Land/Region        | Auszeichnungen für Musikverkäufe (Land/Region, Auszeichnung, Verkäufe) | Verkäufe |
| ------------------ | ---------------------------------------------------------------------- | -------- |
| Belgien (BRMA)     | Gold                                                                   | 25.000   |
| Deutschland (BVMI) | 3× Gold                                                                | 800.000  |
| Finnland (IFPI)    | Platin                                                                 | 10.000   |
| Österreich (IFPI)  | Gold                                                                   | 20.000   |
| Schweiz (IFPI)     | Platin                                                                 | 40.000   |
| Insgesamt          | 3× Gold · 3× Platin ·                                                  | 895.000  |